# جيسي روت غرانت
جيسي روت غرانت (بالإنجليزية: Jesse Root Grant)‏ هو مهندس أمريكي، ولد في 6 فبراير 1858، وتوفي في 8 يونيو 1934 في لوس ألتوس في الولايات المتحدة.